# Jimmy Rollins
James Calvin Rollins, detto Jimmy (Oakland, 27 novembre 1978), è un ex giocatore di baseball statunitense.

## Carriera

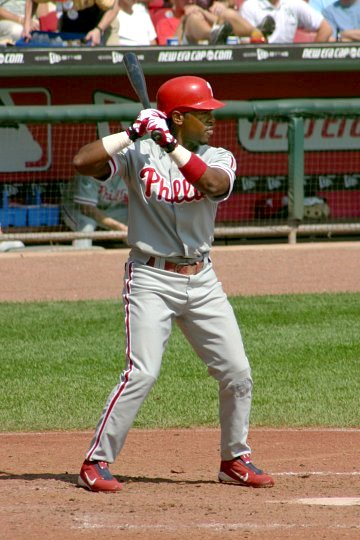
Rollins alla battuta nel 2004

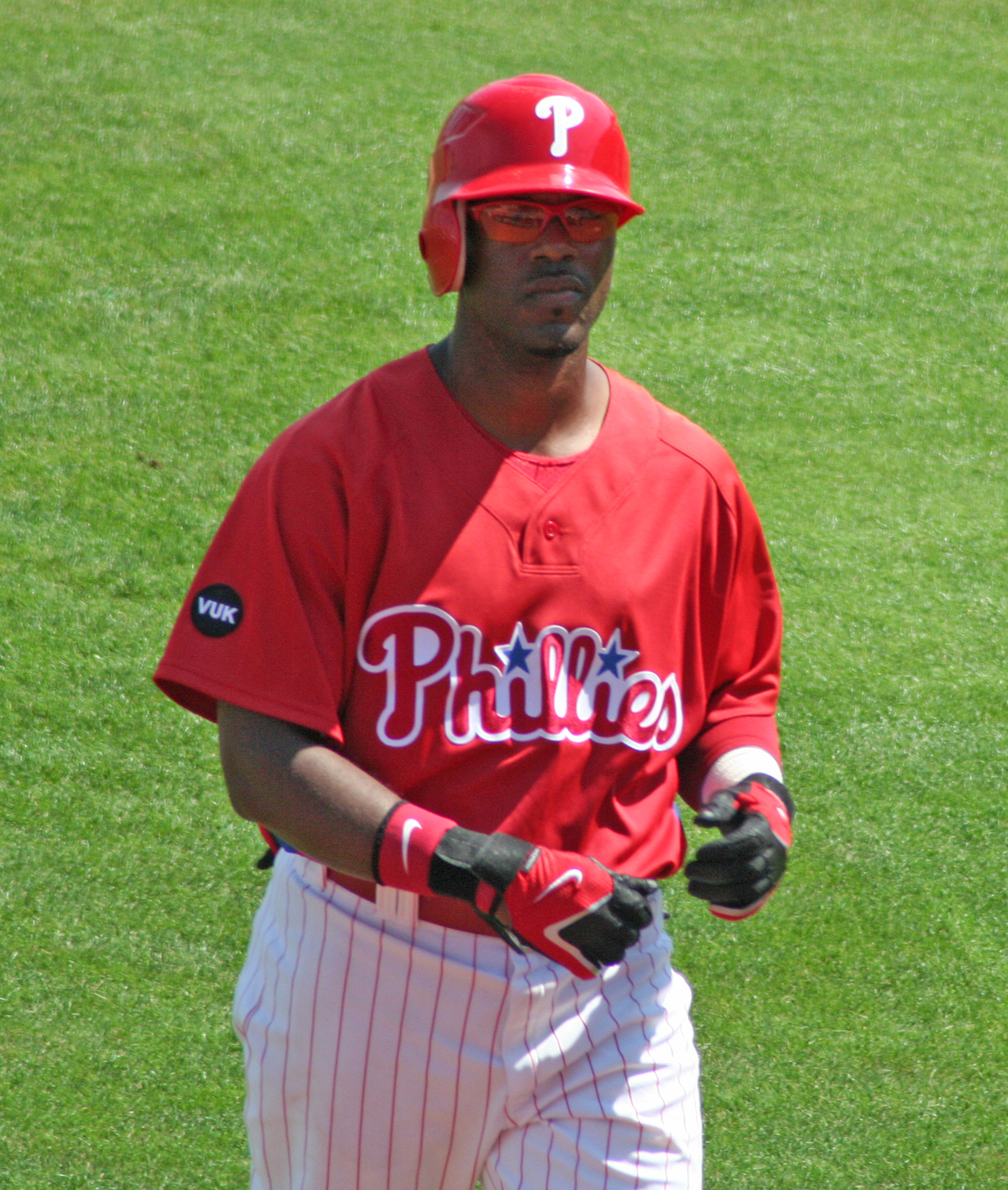
Rollins con i Phillies nel 2007

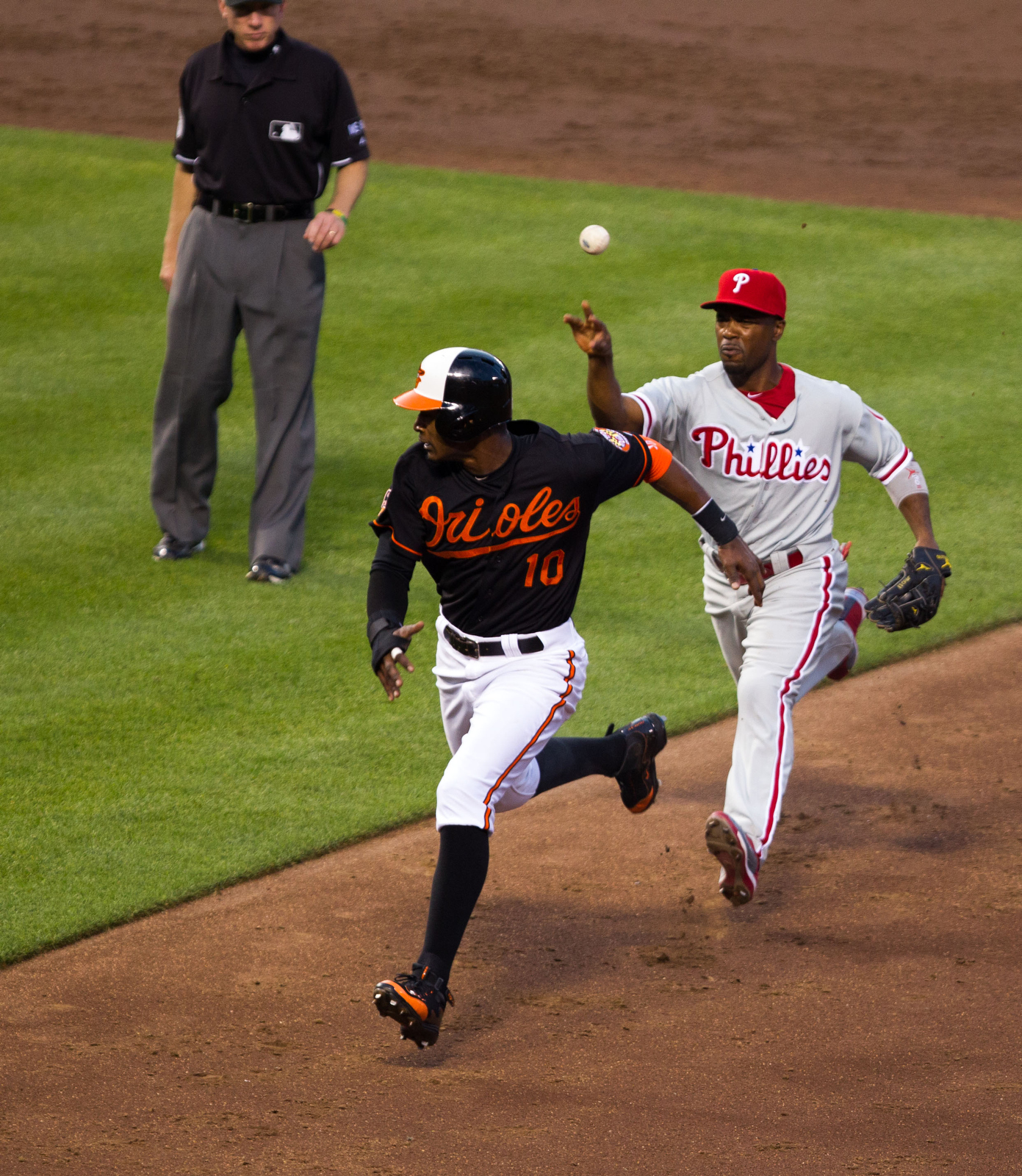
Rollins con la maglia dei Phillies mentre tenta di eliminare Adam Jones nel 2012

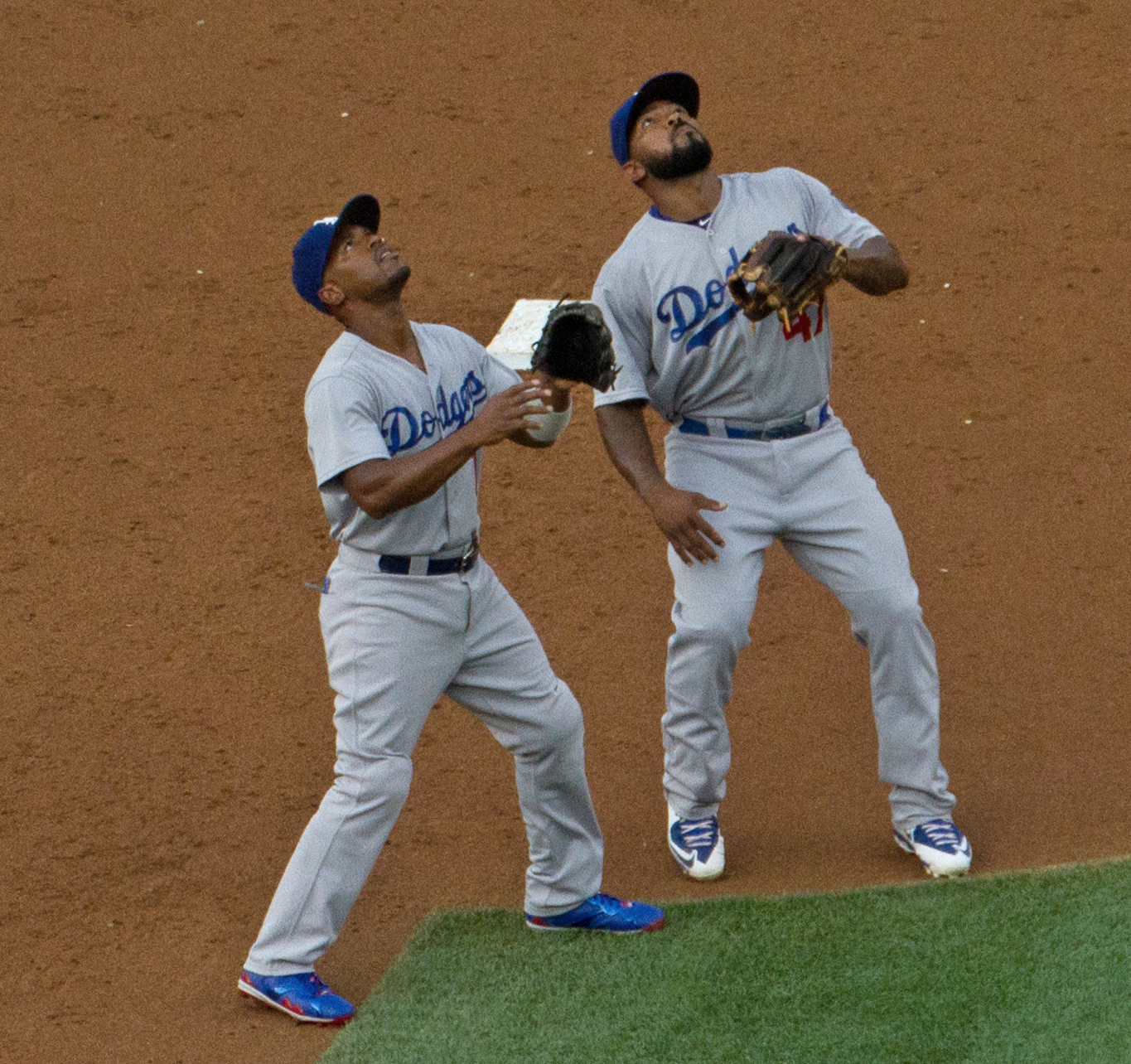
Rollins (sinistra) e Howie Kendrick con i Dodgers nel 2015

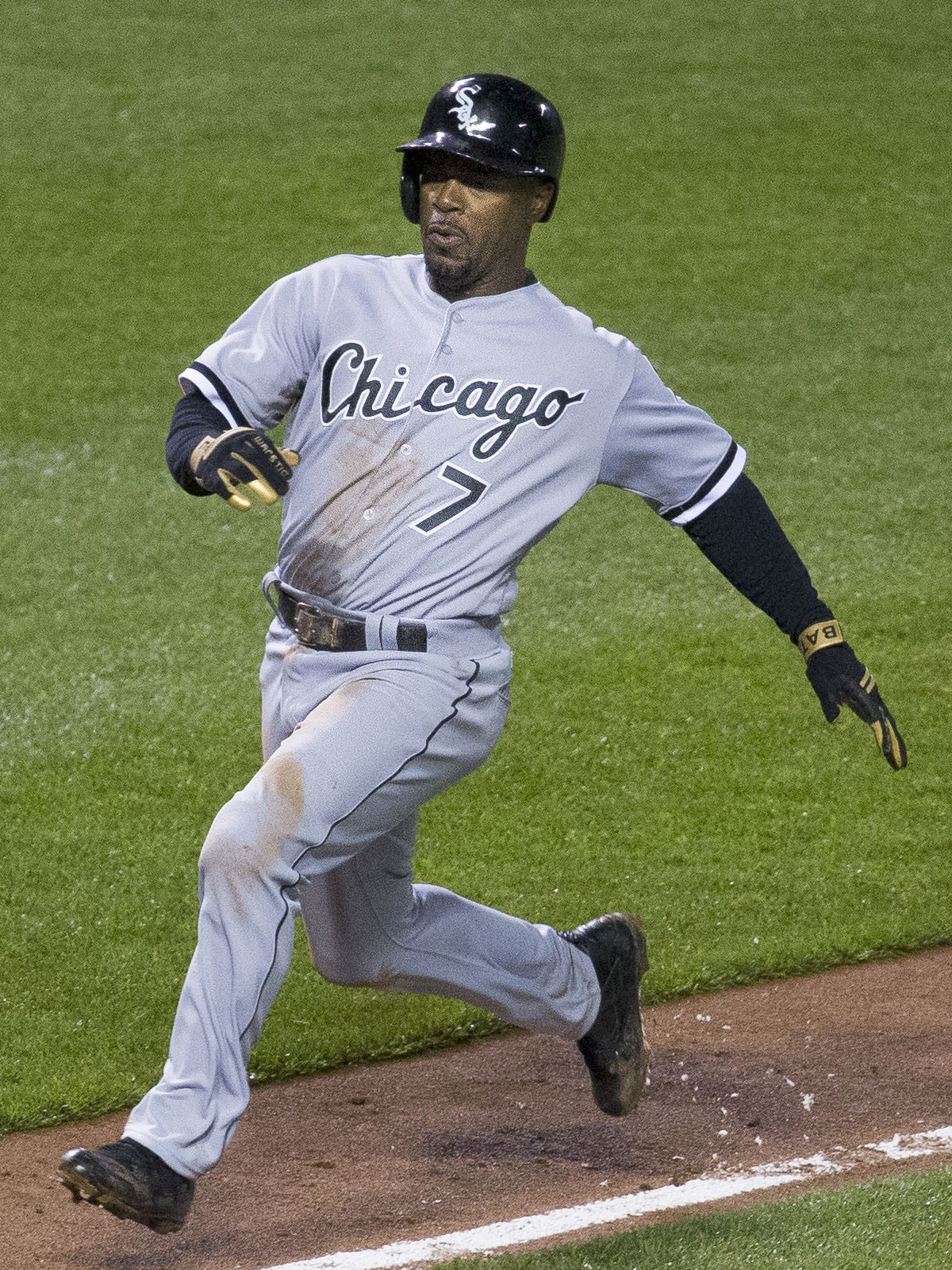
Rollins con i White Sox nel 2016

### Inizi e Minor League (MiLB)
Nato ad Oakland nello stato della California, Rollins crebbe nella vicina Alameda. Entrambi i genitori praticavano sport a livello agonistico, la madre giocava a fastpitch softball e il padre praticava il wrestling e il sollevamento pesi. Successivamente anche il fratello Antwon e la sorella Shay, iniziarono la carriera sportiva, il primo nel baseball arrivando alla minor league e la seconda nella pallacanestro a livello universitario. Anche suo cugino, Tony Tarasco, ha militato come lui nella Major League Baseball. Nonostante fosse cresciuto in una famiglia di atleti il padre incoraggiò Jimmy a perseguire la carriera musicale, infatti iniziò a suonare la tromba, apparendo anche in vari video musicali di MC Hammer e Mavis Staples. Crebbe come tifoso degli Oakland Athletics.
Rollins frequentò la Encinal High School di Alameda. Ottenuto il diploma nel 1996, si impegnò con l'Arizona State University di Tempe, Arizona, per giocare a baseball con la squadra universitaria. Tuttavia ciò non avvenne poiché venne selezionato nel secondo turno come 46º scelta assoluta del draft MLB 1996 dai Philadelphia Phillies, entrando nel baseball professionistico. Venne assegnato nello stesso anno nella classe Rookie. Nel 1997 trascorse l'intera stagione nella classe A e nel 1998 giocò esclusivamente nella classe A-avanzata. Nel 1999 giocò nella Doppia-A, disputando nel corso della stagione le prime partite nella Tripla-A, categoria in cui iniziò la stagione 2000.

### Major League (MLB)

#### Philadelphia Phillies (2000-2014)
Rollins debuttò nella MLB il 17 settembre 2000, al Veterans Stadium di Filadelfia contro i Florida Marlins. Schierato come interbase titolare, ottenne nel suo primo turno di battuta una base su ball, andando a punto subito dopo su home run del compagno di squadra Bobby Abreu. Colpì la sua prima valida, un triplo, nel suo secondo turno, venne eliminato per strikeout nel terzo turno e nel quarto realizzò la sua seconda valida, rubò una base ed entrò di nuovo a punto poco dopo. Concluse la stagione con 14 partite disputate nella MLB e 133 nella Tripla-A.
Il 2 maggio 2001 contro i Rockies, batté il suo primo fuoricampo. A luglio partecipò al suo primo All-Star Game e chiuse la stagione come capoclassifica della lega in basi rubate con 46 realizzazioni e con 158 partite disputate, tutte nella MLB.
Tra il 2005 e il 2006, Rollins riuscì a realizzare almeno una valida in 38 partite consecutive, classificandosi al secondo posto tra i giocatori di tutti i tempi in tale statistica, dietro al solo Joe DiMaggio che ne realizzò in 56 partite di fila nel 1941.
Nel 2007, Rollins chiuse la stagione regolare con una media battuta di .296, 212 valide, 30 home run, 30 tripli e 94 RBI. Partecipò al primo post stagione e al termine di esso venne nominato MVP della lega, e fu premiato con il guanto d'oro e la silver slugger.
Nel 2008 divenne campione delle World Series, dopo che i Phillies sconfissero i Rays nella quinta gara. Nello stesso anno vinse il suo secondo guanto d'oro.
Nel 2009 venne premiato con il terzo guanto d'oro consecutivo, mentre nel 2010, Rollins saltò quasi metà campionato per infortunio, chiudendo la stagione regolare con 88 presenze.
Al termine della stagione 2011, Rollins divenne free agent per la prima volta. Firmò il 17 dicembre dello stesso anno un nuovo contratto con i Phillies, un accordo triennale dal valore complessivo di 33 milioni di dollari con un'opzione per il quarto anno di 11 milioni. Nel 2012 vinse il suo quarto e ultimo guanto d'oro.
Nel 2013 nonostante abbia chiuso la stagione con una media battuta di .252, simile alla stagione precedente, colpì solo 6 home run, 17 in meno della stagione 2012.
Nel 2014 la sua media battuta calò a .243 ma tornò a battere fuoricampo chiudendo a quota 17.

#### Los Angeles Dodgers (2015)
Il 19 dicembre 2014, i Phillies scambiarono Rollins con i Los Angeles Dodgers per i giocatori di minor league Zach Eflin e Tom Windle. Esordì con la nuova squadra nella giornata inaugurale, il 6 aprile 2015 contro i Padres, colpendo un fuoricampo da tre punti. Divenne free agent a fine stagione.

#### Chicago White Sox (2016)
Il 22 febbraio 2016, Rollins firmò un contratto di minor league con i Chicago White Sox, con un invito allo spring training incluso. Divenne l'interbase titolare della squadra per l'inizio della stagione regolare, ruolo da titolare a cui subentrò nel corso della stagione l'esordiente Tim Anderson. Il 10 giugno, venne designato per la riassegnazione dai White Sox, che lo svincolarono il 15 giugno.

#### San Francisco Giants (2017)
Il 19 dicembre 2016, Rollins firmò un contratto di minor league con i San Francisco Giants con incluso un invito allo spring training. Venne svincolato il 31 marzo, prima dell'inizio della stagione regolare.

#### Ritiro
Rollins si ritirò ufficialmente il 4 maggio 2019 durante una cerimonia organizzata dai Phillies in suo onore al Citizens Bank Park.

## Nazionale
Rollins venne già considerato dalla nazionale nel 2000 per partecipare alle Olimpiadi di Sydney, ma infine non fu scelto. Venne convocato e partecipò con la nazionale USA all'edizione 2009 e 2013 del World Baseball Classic.

## Palmares

### Club
- World Series: 1

Philadelphia Phillies: 2008

### Individuale
- MVP della National League: 1

2007
- MLB All-Star: 3

2001, 2002, 2005
- Guanti d'oro: 4

2007, 2008, 2009, 2012
- Silver Slugger Award: 1

2007
- Roberto Clemente Award: 1

2014
- Capoclassifica della NL in basi rubate: 1

2001
- Giocatore della settimana: 2

NL: 18 settembre 2005, 2 settembre 2007